# Gran Premio motociclistico di Jugoslavia 1986
Il Gran Premio motociclistico di Jugoslavia 1986 fu la quinta gara del Motomondiale 1986. Si disputò il 15 giugno 1986 presso l'Automotodrom Grobnik, nei pressi di Fiume.
Si è gareggiato in tre classi, con le vittorie di Eddie Lawson nella classe 500, di Sito Pons nella classe 250 e di Jorge Martínez nella classe 80.

## Classe 500

### Arrivati al traguardo
| Pos | Pilota              | Moto         | Giri | Tempo     | Griglia | Punti |
| --- | ------------------- | ------------ | ---- | --------- | ------- | ----- |
| 1   | Eddie Lawson        | Yamaha       | 32   | 49:55.810 | 2       | 15    |
| 2   | Randy Mamola        | Yamaha       | 32   | +10.740   | 1       | 12    |
| 3   | Wayne Gardner       | Honda        | 32   | +11.360   | 3       | 10    |
| 4   | Robert McElnea      | Honda        | 32   | +24.320   | 4       | 8     |
| 5   | Mike Baldwin        | Yamaha       | 32   | +32.320   | 5       | 6     |
| 6   | Christian Sarron    | Yamaha       | 32   | +37.340   | 6       | 5     |
| 7   | Raymond Roche       | Honda        | 32   | +49.910   | 11      | 4     |
| 8   | Shunji Yatsushiro   | Honda        | 32   | +1:19.250 | 8       | 3     |
| 9   | Dave Petersen       | Suzuki       | 31   | +1 giro   | 12      | 2     |
| 10  | Paul Lewis          | Suzuki       | 31   | +1 giro   | 16      | 1     |
| 11  | Wolfgang von Muralt | Suzuki       | 31   | +1 giro   | 22      |       |
| 12  | Juan Garriga        | Cagiva       | 31   | +1 giro   | 10      |       |
| 13  | Boet van Dulmen     | Bakker-Honda | 31   | +1 giro   | 17      |       |
| 14  | Eero Hyvärinen      | Honda        | 31   | +1 giro   | 24      |       |
| 15  | Marco Gentile       | Fior         | 31   | +1 giro   | 20      |       |
| 16  | Marco Papa          | Honda        | 31   | +1 giro   | 19      |       |
| 17  | Fabio Barchitta     | Honda        | 31   | +1 giro   | 27      |       |
| 18  | Mile Pajic          | Honda        | 30   | +2 giri   | 26      |       |
| 19  | Georg Jung          | Honda        | 30   | +2 giri   | 30      |       |
| 20  | Andreas Leuthe      | Honda        | 30   | +2 giri   | 29      |       |
| 21  | Marco Marchesani    | Suzuki       | 30   | +2 giri   | 28      |       |
| 22  | Pavol Dekánek       | Honda        | 30   | +2 giri   | 31      |       |
| 23  | Maarten Duyzers     | Suzuki       | 30   | +2 giri   | 34      |       |
| 24  | Leandro Becheroni   | Suzuki       | 30   | +2 giri   | 21      |       |

### Ritirati
| Pilota              | Moto      | Giri | Motivo ritiro | Griglia |
| ------------------- | --------- | ---- | ------------- | ------- |
| Josef Doppler       | Honda     | 24   |               | 35      |
| Helmut Schütz       | Honda     | 23   |               | 33      |
| Fabio Biliotti      | Honda     | 22   | Caduta        | 9       |
| Henk van der Mark   | Honda     | 17   | Caduta        | 25      |
| Ron Haslam          | ELF-Honda | 15   |               | 7       |
| Pierfrancesco Chili | Suzuki    | 10   |               | 15      |
| Manfred Fischer     | Honda     | 6    |               | 18      |
| Armando Errico      | Suzuki    | 4    |               | 36      |

### Non partiti
| Pilota             | Moto             | Griglia |
| ------------------ | ---------------- | ------- |
| Gustav Reiner      | Honda            | 13      |
| Didier de Radiguès | Chevallier-Honda | 14      |
| Simon Buckmaster   | Honda            | 23      |
| Dietmar Marehardt  | Suzuki           | 32      |

### Non qualificati
| Pilota              | Moto   |
| ------------------- | ------ |
| Rudolf Zeller       | Suzuki |
| Dimitris Papandreou | Yamaha |
| Detlef Vogt         | Suzuki |
| José Parra          | Honda  |

## Classe 250

### Arrivati al traguardo
| Pos | Pilota               | Moto              | Tempo     | Griglia | Punti |
| --- | -------------------- | ----------------- | --------- | ------- | ----- |
| 1   | Sito Pons            | Honda             | 48:34.730 | 4       | 15    |
| 2   | Jean-François Baldé  | Honda             | +2.920    | 5       | 12    |
| 3   | Dominique Sarron     | Honda             | +3.120    | 13      | 10    |
| 4   | Fausto Ricci         | Honda             | +4.260    | 10      | 8     |
| 5   | Carlos Cardús        | Honda             | +6.530    | 20      | 6     |
| 6   | Stéphane Mertens     | Yamaha            | +19.300   | 9       | 5     |
| 7   | Virginio Ferrari     | Honda             | +20.780   | 24      | 4     |
| 8   | Manfred Herweh       | Aprilia           | +21.450   | 12      | 3     |
| 9   | Pierre Bolle         | Parisienne        | +21.810   | 16      | 2     |
| 10  | Reinhold Roth        | Honda             | +25.040   | 22      | 1     |
| 11  | Herbert Besendörfer  | Yamaha            | +31.860   | 8       |       |
| 12  | Jean-Michel Mattioli | Yamaha            | +32.700   | 7       |       |
| 13  | Jean Foray           | Chevallier-Yamaha | +35.010   | 33      |       |
| 14  | Jacques Cornu        | Honda             | +35.290   | 15      |       |
| 15  | Donnie McLeod        | Armstrong         | +35.550   | 19      |       |
| 16  | Siegfried Minich     | Honda             | +35.960   | 21      |       |
| 17  | Harald Eckl          | Honda             | +36.910   | 25      |       |
| 18  | Hans Lindner         | Rotax             | +1:13.060 | 6       |       |
| 19  | Marcellino Lucchi    | Aprilia           | +1:18.810 | 27      |       |
| 20  | Roland Freymond      | Yamaha            | +1:24.930 | 37      |       |
| 21  | Hans Becker          | Yamaha            | +1:29.630 | 32      |       |
| 22  | Thomas Bacher        | Rotax             | +1:34.800 | 29      |       |
| 23  | Helmut Bradl         | Honda             | +1:38.410 | 31      |       |
| 24  | René Delaby          | Rotax             | +1 giro   | 23      |       |
| 25  | Bruno Bonhuil        | Honda             | +1 giro   | 35      |       |
| 26  | Maurizio Vitali      | Garelli           | +1 giro   | 14      |       |
| 27  | Antonio Garcia       | JJ-Cobas          | +1 giro   | 28      |       |

### Ritirati
| Pilota               | Moto        | Motivo ritiro | Griglia |
| -------------------- | ----------- | ------------- | ------- |
| Carlos Lavado        | Yamaha      | Caduta        | 1       |
| Anton Mang           | Honda       |               | 17      |
| Jean-Louis Tournadre | Yamaha      |               | 26      |
| Alan Carter          | Cobas-Rotax |               | 18      |
| Martin Wimmer        | Yamaha      | Caduta        | 2       |
| Tadahiko Taira       | Yamaha      | Caduta        | 3       |
| Massimo Matteoni     | Honda       | Caduta        | 30      |
| Andreas Preining     | Wiwa        |               | 34      |

### Non partiti
| Pilota                 | Moto      | Griglia |
| ---------------------- | --------- | ------- |
| Niall Mackenzie        | Armstrong | 11      |
| Jean-Louis Guignabodet | MIG       | 36      |

## Classe 80

### Arrivati al traguardo
| Pos | Pilota             | Moto         | Tempo     | Griglia | Punti |
| --- | ------------------ | ------------ | --------- | ------- | ----- |
| 1   | Jorge Martínez     | Derbi        | 31:09.330 | 1       | 15    |
| 2   | Stefan Dörflinger  | Krauser      | +11.200   | 2       | 12    |
| 3   | Ian McConnachie    | Krauser      | +16.160   | 3       | 10    |
| 4   | Ángel Nieto        | Derbi        | +16.530   | 4       | 8     |
| 5   | Hans Spaan         | HuVo-Casal   | +19.300   | 9       | 6     |
| 6   | Pier Paolo Bianchi | Seel         | +38.720   | 8       | 5     |
| 7   | Rainer Kunz        | Ziegler      | +47.310   | 10      | 4     |
| 8   | Josef Fischer      | Krauser      | +48.440   | 15      | 3     |
| 9   | Gerhard Waibel     | Real-Krauser | +49.980   | 11      | 2     |
| 10  | Luis Miguel Reyes  | Autisa       | +50.310   | 12      | 1     |
| 11  | Hubert Abold       | Seel         | +1:19.190 | 16      |       |
| 12  | Henk van Kessel    | Krauser      | +1:20.910 | 14      |       |
| 13  | Chris Baert        | Seel         | +1:22.790 | 28      |       |
| 14  | Salvatore Milano   | Krauser      | +1:23.070 | 19      |       |
| 15  | Reiner Scheidhauer | Seel         | +1:23.310 | 13      |       |
| 16  | Gerd Kafka         | Krauser      | +1:33.450 | 18      |       |
| 17  | Mario Stocco       | Casal        | +1 giro   | 27      |       |
| 18  | Jos van Dongen     | Krauser      | +1 giro   | 29      |       |
| 19  | Raimo Lipponen     | Krauser      | +1 giro   | 24      |       |
| 20  | René Dünki         | Krauser      | +1 giro   | 19      |       |
| 21  | Thomas Engl        | Krauser      | +1 giro   | 30      |       |
| 22  | Reiner Koster      | Kroko        | +1 giro   | 33      |       |
| 23  | Richard Bay        | Maico        | +1 giro   | 36      |       |
| 24  | Zdravko Matulja    | MTM          | +1 giro   | 31      |       |
| 25  | Herri Torrontegui  | Autisa       | +1 giro   | 21      |       |

### Ritirati
| Pilota             | Moto       | Motivo ritiro | Griglia |
| ------------------ | ---------- | ------------- | ------- |
| Manuel Herreros    | Derbi      |               | 4       |
| Alex Barros        | Autisa     |               | 7       |
| Theo Timmer        | HuVo-Casal | Caduta        | 20      |
| Juan Ramón Bolart  | Autisa     | Caduta        | 5       |
| Serge Julin        | Casal      |               | 35      |
| Mika-Sakari Komu   | Eberhardt  |               | 36      |
| Janez Pintar       | Eberhardt  |               | 25      |
| Domingo Gil Blanco | Autisa     |               | 22      |
| Brane Rokavec      | Seel       |               | 34      |
| Felix Rodríguez    | Autisa     |               | 23      |
| Peter Balaz        | HuVo       |               | 32      |